# Maniwa, Okayama
Maniwa (真庭市 Maniwa-shi) là một thành phố thuộc tỉnh Okayama, Nhật Bản.